# Gwyneth Keyworth
Gwyneth Anjuli Keyworth (Aberystwyth, 15 september 1990) is een Welsh actrice. Zij speelde in diverse films en series, waaronder Black Mirror, Hidden en Alex Rider.

## Filmografie

### Film
- 2010: Copier, als Stacey
- 2010: Jerusalem, als Angel
- 2011: Little Munchkin, als Margaret
- 2012: Elfie Hopkins, als Ruby Gammon
- 2014: Closer to the Moon, als Lidia
- 2014: 7.2, als Mar
- 2017: The Master of York, als Chana
- 2021: Contraband, als Ruby
- 2022: Safe Word, als meisje
- 2024: Satisfaction, als Verity

### Televisie
- 2009: Framed, als Marie Huges
- 2010: Royal Wedding, als Tammy Craddock
- 2010: The Great Outdoors, als Hazel Stephens
- 2010: The Sarah Jane Adventures, als Emily Morris
- 2010-2011: Misfits, als Marnie
- 2011: Midsomer Murders, als Bethan
- 2011: Case Histories, als Reggie Teague
- 2012: Loserville, als Laura
- 2014: Vodka Diaries, als Periel
- 2014: The Suspiscions of Mr Whicher: The Ties That Bind, als Emma Finch
- 2015: Game of Thrones, als Clea
- 2016: Doctor Thorne, als Lady Augusta Gresham
- 2016: Plebs, als Agatha
- 2016: Power Monkeys, als Jackie
- 2016: Wasted, als Alison
- 2016: Hinterland, als Beca Jones
- 2017: Bang, als Ela
- 2017: Black Mirror, als Nicola
- 2018: Hidden, als Megan Ruddock
- 2018-2019: Defending the Guilty, als Danielle
- 2019: The Crown, als Gwen Edwards
- 2020: The Trouble with Maggie Cole, als Becka Cole
- 2021: Alex Rider, als Evelyn Anders
- 2024: Lost Boys and Fairies, als Becky